# C.J. Björklund
Carl Johan Björklund, född 7 augusti 1884 i Uppsala, död 12 juli 1971 i Stockholm, var en svensk författare, journalist och redaktör, samt till yrket kakelugnsmakare. Gift från 1921 med kompositören och författaren Annika Björklund, född Eriksson.

## Biografi
Föräldrar var maskinisten Johan Erik Björklund och Emma Kristina Flink. Sin bildningsgång och sin livsväg har han redovisat i memoarerna Anarkist och agitator. Han arbetade bland annat som kakelmålare, murare och språklärare. 
Han blev medlem av Socialistiska Ungdomsförbundet. Inom denna organisation fick han kontakt med kamrater som delade hans intresse för såväl socialismens teori och praktik som för existentiella frågor i största allmänhet. Redan i unga år hade han kommit att intressera sig för den anarkistiska riktningen inom socialismen. Efter att ha flytt undan fängelsestraff för ett tal han höll vid vapenvägraren Rickard Almskougs begravning, vistades han några år i utlandet, främst i Berlin. Där översatte han politisk litteratur och umgicks med, bland andra Vilhelm Ekelund, innan han utvisades från Preussen för "politisk verksamhet".
När delar av arbetarrörelsen radikaliserades i samband med oktoberrevolutionen 1917 och de hittillsvarande socialdemokraterna ställdes inför ett vägval bestämde sig Björklund för syndikalismen. Inom denna rörelse blev han en kompromisslös agitator och skribent. Han blev 1918 redaktör för den anarkistiska tidningen Brand. Vid sidan av journalistiken och författarskapet ägnade han sig åt fördjupade studier av anarkismens klassiska filosofer, främst Mikael Bakunin och Johann Most.
En tid var han medlem av styrelsen för Svenska skriftställareförbundet, en organisation som värnade om udda författares ekonomiska intressen.

## Översättning
- Ramus, Pierre (1919). Skräckväldet i Amerika : Emma Goldmans liv och lidande i amerikanska fängelser. Stockholm: Bokförlaget Brand. Libris 1657445